# Eduard Krebsbach
Eduard Krebsbach (8 août 1894 – 28 mai 1947) est un médecin SS allemand ayant servi dans le camp de concentration de Mauthausen de juillet 1941 à août 1943. Il fut exécuté après la guerre pour les crimes contre l'humanité commis au camp de Mauthausen.

## Biographie
Krebsbach fréquente un lycée humaniste à Cologne. À partir de 1912, il effectue son service militaire de quatre ans dans le 83e régiment d'artillerie de campagne puis dans le 68e régiment d'infanterie (de) pendant la Première Guerre mondiale, interrompant ses études de médecine à l'Université de Fribourg, où il devient membre de la société d'étudiants catholiques KDStV Ripuaria Freiburg im Breisgau (de). Il obtient son doctorat en 1919 avec la thèse « Über Spirochaeten-Befunde im Kleinhirn bei progressiver Paralyse ». La même année, il est l'un des cofondateurs de l'organisation antisémite Deutschvölkischer Schutz- und Trutzbund. Au milieu des années 1920, il quitte Fribourg et travaille comme médecin d'entreprise et médecin de district. Il se marie une première fois et le couple n'a aucun enfant. Arès son divorce, Krebsbach se remarie en 1943. 
Après la prise de pouvoir par les nationaux-socialistes, Krebsbach est démis de ses fonctions de médecin de district en 1933 en tant qu'opposant présumé des Nazis. À l'automne 1933, il ouvre un cabinet médical à Fribourg. Dans un en même temps, il travaille comme médecin contractuel pour la police de la ville. La même année, il adhère au NSDAP et rejoint la SS. Son adhésion au parti rencontre des problèmes, si bien qu'il devient officiellement membre du NSDAP en 1937 après l'assouplissement des critères d'admissions. Au sein de la SS, Krebsbach est le chef de l'équipe de relais médical de la 65e SS-Standarte à Fribourg. En novembre 1938, il est promu SS-Untersturmführer. Krebsbach participe, au sein d'un petit groupe de SA et de SS, à la destruction par incendie de la synagogue de Fribourg lors des pogroms de novembre 1938.
Pendant la Seconde Guerre mondiale, Krebsbach rejoint la Waffen-SS en octobre 1939. Il participe à la bataille de France avec la division SS-Totenkopf. En 1940, il travaille comme médecin de police dans la ville alsacienne de Mulhouse. 
En juillet 1941, Krebsbach commence son service de médecin dans le camp de concentration de Mauthausen. Dans l'exercice de ses fonctions officielles, Krebsbach est directement subordonné au bureau D III (hygiène médicale et de l'entrepôt) du bureau économique et administratif SS et est responsable du service médical et de l'ensemble du personnel médical du camp. Dans le cadre de l'action 14f13, Krebsbach recense les détenus du camp malades et incapables de travailler, leur administrant des injections mortelles de carburant dans le cœur. En 1942, 900 prisonniers russes, polonais et tchèques souffrant de la tuberculose sont assassinés par ce même procédé sous sa surveillance. Cette activité lui aurait valu le surnom de « Dr. Spritzbach » parmi les prisonniers (« Spritze » signifiant « seringue »). Krebsbach est responsable de l'installation d'une chambre à gaz dans le sous-sol de l'hôpital de Mauthausen et de l'achat d'un camion à gaz, afin de remplacer la pratique de l'extermination par injection. Fin 1942, 120 à 130 Tchèques sont gazés en présence de Krebsbach, en représailles à la tentative d'assassinat de Reinhard Heydrich. En 1942, il atteint le grade de SS-Sturmbannführer.
Probablement à cause d'un incident dans lequel Krebsbach tira sur un permissionnaire de la Wehrmacht devant sa maison le 22 mai 1943 en raison d'un tapage nocturne, il fut transféré en août 1943 au camp de concentration de Riga-Kaiserwald pour une durée d'environ un an. Alors promu, SS-Obersturmbannführer, Krebsbach est responsable de la gestion des services médicaux et de la supervision du personnel médical dans le camp principal et les camps satellites. Il joue ainsi un rôle clef dans la sélection des malades et des handicapés assassinés par injection dans l'infirmerie ou abattus dans les forêts environnantes. D'après les témoignages de survivants, il mène des expériences médicales au cours desquelles des prisonniers reçoivent des injections de bactéries typhoïdes. Au printemps 1944, il participe à la Kinderaction, au cours duquel tous les enfants de moins de 14 ans sont séparés et assassinés. La « Krebsbach Aktion » porte son nom, lorsqu'un millier de prisonniers, pour la plupart âgés et faibles, sont sélectionnés et assassinés le 28 juillet 1944.
Après avoir réussi à rentrer dans la Wehrmacht, Krebsbach est promu colonel à la fin de l'automne 1944. En décembre 1944, il quitte le monde militaire et reprend le métier de médecin d'entreprise dans une filature de Cassel. C'est là qu'il travaille jusqu'à la fin de la guerre.
Lors de l'interrogatoire du commandant du camp Franz Ziereis en mai 1945, capturé par les Alliés à la fin de la guerre, celui-ci dénonce Krebsbach, qu'il déclare responsable des gazages à Mauthausen, et indique aux interrogateurs où se trouve celui-ci.
Après son arrestation et divers interrogatoires, Krebsbach se retrouve, le 29 mars 1946, inculpé parmi les 61 accusés du procès de Mauthausen à Dachau. En compagnie de Friedrich Entress et Waldemar Wolter (de), il fait partie du groupe des médecins du camp accusés de crimes de guerre. Eduard Krebsbach ne témoignera jamais en son propre nom. Il est condamné à mort par pendaison par le tribunal militaire américain le 13 mai 1946. Sa demande de grâce ayant été rejetée, le médecin est exécuté à la prison de Landsberg le 28 mai 1947.
Dans les dossiers d'interrogatoire des procès de Dachau, Krebsbach a déclaré qu'il n'avait jamais pensé que les tueries étaient considérées comme des crimes.